# Cameron Wells
Cameron Louis Wells (Houston, Texas, 23 de septiembre de 1988) es un jugador de baloncesto estadounidense que actualmente se encuentra sin equipo. Con 1,85 metros de estatura, juega en la posición de base.

## Trayectoria deportiva

### Universidad
Jugó durante cuatro temporadas con los Bulldogs de la Academia Militar The Citadel de Carolina del Sur, en las que promedió 16,1 puntos, 5,2 rebotes, 3,8 asistencias y 1,5 robos de balón por partido. En su primera temporada fue incluido en el mejor quinteto freshman de la Southern Conference, y elegido además novato del año de la conferencia, mientras que en sus otras tres temporadas apareció en el mejor quinteto absoluto elegido por entrenadores y prensa especializada.
Acabó su carrera universitaria cono el máximo anotador histórico de los Bulldogs, consiguiendo un total de 2.055 puntos, el primero en sobrepasar la barrera de los 2.000 en la historia de The Citadel.

### Profesional
Tras no ser elegido en el Draft de la NBA de 2011, firmó su primer contrato profesional en el mes de agosto con el Landstede Zwolle de la FEB Eredivisie, la primera categoría de los Países Bajos. Disputó una temporada, en la que promedió 14,0 puntos, 3,9 rebotes y 3,8 asistencias por partido.
En el verano de 2012 fue invitado a participar en las Ligas de Verano de la NBA por los Milwaukee Bucks, con los que disputó cuatro partidos en el torneo de Las Vegas, en los que promedió 4,2 puntos y 2,0 rebotes. En el mes de noviembre de ese año fichó por el Tigers Tübingen de la Basketball Bundesliga, con los que disputó 29 partidos como suplente, bajando sus estadísticas hasta los 6,0 puntos y 2,0 rebotes por encuentro.
Una grave lesión en la rodilla antes de acabar la temporada le alejó más de un año de las pistas de juego, regresando en junio de 2014 para fichar por el Gießen 46ers de la ProA, la segunda categoría del baloncesto alemán. En su primera temporada promedió 12,3 puntos y 3,8 asistencias por partido, ayudando a su equipo a conseguir el ascenso a la BBL.
En junio de 2015 los 46ers le renovaron el contrato en su nueva etapa en la primera categoría. Perdió protagonismo de cara al aro, pero se mantuvo en el quinteto titular, acabando la temporada con unos promedios de 8,1 puntos y 3,8 asistencias, lo que le supuso el ganarse una extensión de su contrato por una temporada más.
Durante la temporada 2019-20, en las filas del s.Oliver Würzburg promedia 16.1 puntos y 5.5 asistencias por partido en la BBL.
En junio de 2020, se compromete con el BCM Gravelines de la Ligue Nationale de Basket-ball, la primera categoría del baloncesto francés.
El 17 de diciembre de 2020, firma con el Boulazac Basket Dordogne de la Ligue Nationale de Basket-ball, la primera categoría del baloncesto francés, firmando un contrato temporal para cubrir la baja de Édgar Sosa.
El 19 de junio de 2021, firma por el  Medi Bayreuth de la Basketball Bundesliga, la primera categoría del baloncesto alemán.
El 20 sde septiembre de 2022 fichó por el Trefl Sopot de la liga polaca.